# Grijsneknachtaapje
Het grijsneknachtaapje (Aotus trivirgatus), ook wel noordelijk nachtaapje, doeroecoeli, driestrepige nachtaap of uilaapje genaamd, is een Latijns-Amerikaanse apensoort uit de familie van de nachtaapjes (Aotidae). De wetenschappelijke naam van de soort werd voor het eerst geldig gepubliceerd door Alexander von Humboldt in 1812. Tot 1983 werden alle apen uit het Aotus-geslacht beschouwd als ondersoorten van deze apensoort.

## Kenmerken
De aap heeft kleine oortjes, die verborgen in de vacht liggen, waardoor het lijkt alsof hij geen oren heeft.
De aap is voornamelijk zwart, met opvallende witte vlekken op zijn gezicht. Zijn lichaamsafmeting varieert tussen de 27-48 cm, en zijn staart is ongeveer even lang. Volwassenen wegen tot 1 kg. De aap heeft zeer grote ogen en is het meest actief op maanverlichte nachten.

## Leefwijze
Hij voedt zich met fruit, noten, bladeren, vogeleieren, insecten en andere kleine ongewervelde dieren.

## Verspreiding
De soort komt voor in de regenwouden van Venezuela en Brazilië.